# Michael Heller
Michał Kazimierz Heller (Tarnów, Polònia, 1936) és actualment professor de filosofia a l'Acadèmia Pontifícia de Teologia de la Cracòvia i degà de la Facultat de Teologia de Tarnów. Des de 1981 és membre associat de l'Observatori Astronòmic Vaticà i des de 1991 pertany a l'Acadèmia Pontifícia de les Ciències.
Nascut al si d'una família profundament creient, Heller i els seus pares hagueren de suportar la dominació alemanya i russa, i foren deportats a Sibèria durant sis anys. Després de tornar a Polònia, quan el fill decidí entrar al seminari, el seu pare va patir diverses persecucions per part de les autoritats. Seria el pare de Heller, enginyer elèctric i mecànic, molt interessat durant tota la seva vida per les qüestions teòriques fonamentals, qui inspiraria l'amor a la ciència al seu fill, influint decisivament en la seva vocació investigadora.
Heller va fer el batxillerat a Mościce, estudià a la Universitat Catòlica de Lublin i fou ordenat sacerdot el 1959. És doctor en teologia (1959), filosofia (1965) i física (1966) per aquesta Universitat. Des dels anys seixanta participà en el grup de discussió interdisciplinar promogut per l'arquebisbe de Cracòvia Karol Wojtyła. Malgrat la creixent fama de Heller a Polònia i a l'estranger, no se li va concedir la possibilitat de sortir del país fins a mitjan des anys setanta, moment en què va haver de rebre l'ajuda del seu amic Wojtyła per al finançament dels primers viatges.

## L'origen i causa de l'univers
Al llarg de la carrera investigadora, Heller ha desenvolupat una exploració original sobre l'origen i la causa de l'univers i ha publicat diversos llibres i centenars d'articles sobre cosmologia, filosofia, teologia i les relacions entre ciència i teologia. Ha treballat en qüestions com la unificació de la relativitat general i la mecànica quàntica, les teories de multivers i els mètodes geomètrics en física relativista, així com en diversos aspectes de filosofia i història de la ciència. El seu camp específic d'investigació és el problema de la singularitat en cosmologia.
Tanmateix, van ser la contínua preocupació per les qüestions fonamentals i els esforços per oferir una perspectiva unitària de la realitat, coneguda per les ciències i creada per Déu, els principals valedors per a la concessió del premi Templeton el 2008.
Heller sempre s'ha mostrat partidari de fer filosofia en el context de la ciència. Des dels seus anys de formació inicial es va anar convencent que no podia donar-se una filosofia de la naturalesa separada de les ciències naturals i de la consideració filosòfica del mètode científic, fins al punt de considerar que les estructures de la física matemàtica revelen l'estructura del món.

## La importància de les matemàtiques
Segons Heller, la importància de les matemàtiques en la ciència actual és enorme. La física bàsica d'unes física matemàtica. És una ciència de l'estructura, de com a elements particulars d'estructures idèntiques poden deduir a partir d'altres i com les estructures es relacionen les unes amb les altres per mitjà de diversos tipus d'inferència. Mitjançant les matemàtiques, podem penetrar en l'estructura interna de l'univers, que és d'una altra manera inaccessible per a l'ull humà.
Així, "la naturalesa resulta modelada amb l'ajuda d'estructures formals, i l'essència de les estructures formals (...) és que estan compostes per una completa jerarquia de connexions essencials i no essencials. (...) S'arriba a un coneixement rellevant de la naturalesa no pensant en la naturalesa de l'existència sinó a través dels models matemàtics del que pot ser mesurat ". Per això, l'actual filosofia de la naturalesa hauria de ser avui filosofia de la cosmologia relativista. A causa de les necessàries extrapolacions i interpretacions de les diferents teories, la cosmologia interpel i implica a la filosofia.
Heller rebutja la dicotomia entre teoria i experiència, així com l'aïllament metodològic, que emfatitza la dissemblança de les àrees de coneixement científic, filosòfic i teològic, en comptes d'accentuar la seva profunda unitat fonamental. Per a ell, sense perjudici de l'autonomia de cada ciència, el mètode científic no és una cosa monolítica; necessitem reflexionar contínuament sobre ell. Té els seus límits, però poden ser superats amb l'avanç epistemològic. És en la cosmologia actual on es manifesta més clarament la inestabilitat de la frontera entre ciència, filosofia i teologia.

## L'origen creador
El pensament de Heller condueix a la idea tradicional d'un Déu transcendent que, d'altra banda, és l'origen creador, el fonament de l'ésser, del qual sorgeix l'espaitemps del món creat. A la conferència de recepció del premi Templeton, explica així la seva posició: 
| « | Els processos de l'univers poden ser visualitzats com una successió d'estats de manera que l'estat precedent és causa del següent (...). Hi ha sempre una llei dinàmica que prescriu com un estat genera un altre. Però les lleis dinàmiques s'expressen en la forma d'equacions matemàtiques, per això, si ens preguntem sobre la causa de l'univers, hauríem de preguntar sobre la causa de les lleis matemàtiques. Fent això, tornem al gran projecte de Déu pensant l'univers, la qüestió sobre la causalitat última (...): Per què hi ha alguna cosa en lloc de res? En preguntar aquesta qüestió, no estem preguntant per una causa com les altres. Ens estem preguntant per l'arrel de totes les possibles causes. | » |

Amb el seu treball, el sacerdot polonès ha rellançat la discussió sobre la necessitat d'una causa per l'univers i situa la concepció cristiana tradicional sobre el mateix dins d'un context cosmològic més ampli. És un dels iniciadors del que podem anomenar en l'actualitat "teologia de la ciència". Heller ha manifestat el seu desig de dedicar la quantiosa dotació econòmica del premi Templeton a la creació del centre "Copèrnic", en unió amb la Universitat Jagelónica i l'Acadèmia Pontifícia de Teologia de Cracòvia, per a la investigació i l'educació en ciència i teologia com a disciplina acadèmica pròpia.